# Keen Johnson
Keen Johnson (12 de enero de 1896– 7 de febrero de 1970) fue el gobernador número 45 del estado confederado de la Union Americana, Kentucky, sirviendo 1939 a 1943; siendo el único periodista que ha ejercido el cargo. Después de servir en la Primera Guerra Mundial, Johnson compró y editó el periódico Elizabethtown Mirror . Revivió el periódico lucha, lo vendió a un competidor y utilizó las ganancias para obtener su título de periodismo de la Universidad de Kentucky en 1922. Después de su graduación, se convirtió en editor de The Anderson News, y en 1925, aceptó una oferta para co- publicar y editar el Richmond Daily Register.
En 1935, Johnson fue elegido como el candidato demócrata a vicegobernador. Fue elegido y sirvió bajo el gobernador AB "Happy" Chandler de 1935 a 1939. Él ya se había asegurado la nominación demócrata a la gobernación en 1939, cuando Chandler dimitió y elevó a Johnson a gobernador para que Johnson podría nombrar a Chandler a la sede del Senado de EE. UU. dejado vacante por la muerte de MM Logan. Luego pasó a ganar un término gubernativo completo en las elecciones generales, derrotando al republicano Klng Swope. El deseo de Johnson para ampliar los servicios sociales del Estado se vio obstaculizada por la carga financiera impuesta al Estado por el estallido de la Segunda Guerra Mundial. Sin embargo, se encontró una administración conservadora fiscal y tomó el estado de ser $ 7 millones en deuda a tener un superávit de $ 10 millones para el final de su mandato.
Después de su mandato como gobernador, Johnson se unió a Reynolds Metals como asistente especial del presidente. Continuó su trabajo con Reynolds hasta 1961. Tomó un año sabático en 1946 para aceptar el nombramiento del presidente Harry S. Truman como el primer subsecretario del Trabajo, sirviendo bajo Lewis B. Schwellenbach. Lanzó su candidatura sin éxito para un asiento en el Senado de Estados Unidos en 1960, perdiendo ante el republicano John Sherman Cooper. Murió el 7 de febrero de 1970 y fue enterrado en el cementerio de Richmond en Richmond, Kentucky.

## Primeros años
Keen Johnson nació en una cabaña de dos habitaciones en la Capilla de Brandon en el condado de Lyon, Kentucky, el 12 de enero de 1896. Era el único hijo del reverendo Robert y Mattie (Holloway) Johnson. Sus padres lo llamaron así en honor a John S. Keen, un amigo de la familia del condado de Adair. El matrimonio Johnsons también tenía dos hija -Catherine (Cetura) y Christine. Robert Johnson era un ministro metodista, y la familia se trasladó a menudo como resultado de su ocupación.
Después de completar su educación primaria en las escuelas públicas, Johnson asistió a la Escuela Preparatoria de Vanderbilt para hombres, una institución metodista en Elkton, Kentucky. Terminó su curso de preparación en 1914 y se matriculó en el Colegio Central Metodista en Fayette, Missouri. Tenía la intención de continuar sus estudios en la Universidad de la Escuela de Periodismo de Missouri, pero interrumpió sus estudios para alistarse en el ejército de Estados Unidos para el servicio en la Primera Guerra Mundial
Después de la formación básica, Johnson entró en la formación de policías en Fort Riley, el 15 de mayo de 1917. En agosto de 1917, fue nombrado segundo teniente y asignado a la 354a División de Infantería de la 89a División de las Fuerzas Expedicionarias Estadounidemses en Camp Funston. Fue ascendido a teniente el 29 de marzo de 1918, y el 4 de junio de 1918, fue enviado a Francia, donde estudió comunicaciones logísticas en la Escuela de la Línea y Estado Mayor del Ejército. Permaneció en Europa con la Fuerza Expedicionaria Americana hasta abril de 1919 y fue honorablemente dado de alta del Ejército el 31 de octubre de 1919.
El 23 de junio de 1917, al mismo tiempo de completar su entrenamiento militar, Johnson se casó con Eunice Nichols. Su único hijo, una niña llamada Judith, nació 19 de mayo de 1927. A su regreso del servicio militar, Johnson compró el periódico Elizabethtown Mirror con ayuda financiera de su padre. Construyó el periódico, luchando casi desde el suelo , y un competidor pronto lo compró para su beneficio. Johnson utilizó el beneficio de la venta de Mirror para continuar su educación en la Universidad de Kentucky. Mientras estudiaba, trabajó como reportero para el Lexington Herald. Recibió su licenciatura en periodismo en 1922. La universidad le otorgó un doctorado honoris causa en Leyes en 1940.
Después de su graduación, Johnson compró parte de las acciones de The Anderson News y sirvió como director del periódico y editor. En 1925, Shelton M. Saufley preguntó a Johnson sobre si quería entrar en una empresa conjunta para comprar el Richmond Daily Register. Atraídos por la idea de publicar un diario, Johnson aceptó. Como resultado de una de sus editoriales, Johnson fue nombrado secretario ejecutivo del Comité Central del Estado Democrático en 1932. Continuó manteniendo esta posición y publica Register en el año 1939.

## Carrera política

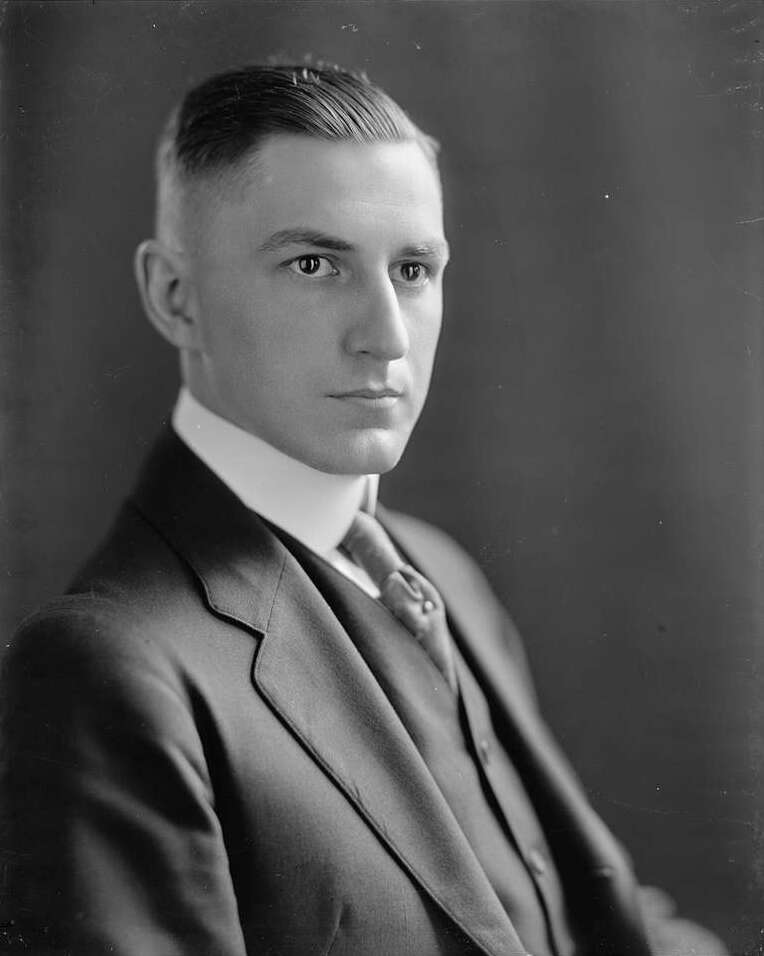
King Swope su oponente en las elecciones gubernamentales de 1939

En 1935, Johnson fue uno de los tres contendientes por la nominación demócrata a vicegobernador. En la elección primaria, fue quien recibió más votos que sus oponentes, J. E. Wise y B. F. Wright, sin embargo una ley electoral promulgada recientemente requiere una segunda vuelta si ningún candidato obtuvo la mayoría. El 7 de septiembre, Johnson derrotó Wise en esta etapa.
El anterior gobernador, AB "Happy" Chandler derrotó a Tom Rea, el candidato fue favorecido por el gobernador Ruby Laffoon. Johnson también había favorecido a Rea, y había apoyado Robert T. Crowe frente a JCW Beckham, en la primera elección democrática de Chandler en 1927. Sin embargo, los dos se pusieron a un lado sus diferencias y ganó la elección general. Chandler derrotó al republicano King Swope por más de 95.000 votos, y Johnson derrotó a JJ Kavanaugh por más de 100.000 votos.
La división entre Chandler y Laffoon llevó a facciones dentro del Partido Demócrata del estado. Cuando hay una fuerte candidato a gobernador salió de la facción de Chandler en 1939, Chandler apoyó a Johnson. John Y. Brown, Sr. anunció que iba a desafiar a Johnson en las primarias. Esto solidificó el apoyo de la facción Chandler, como Brown fue un abierto crítico de la administración Chandler. Pardos obtuvo el respaldo de la crítica Chandler, especialmente exgobernador de Ruby Laffoon, Tom Rea, Earle C. Clements y Alben Barkley. Obtuvo además el apoyo de los trabajadores de mina unidos y jefe de la mano de obra John L. Lewis. Fue en vano, como Johnson derrotó a Brown en el primario por más de 33.000 votos para asegurar la nominación demócrata a la gobernación. [8]

### Gobernador de Kentucky
La división entre Chandler y Laffoon llevó a facciones dentro del Partido Demócrata del estado. Cuando hay una fuerte candidato a gobernador salió de la facción de Chandler en 1939, Chandler apoyó a Johnson. John Y. Brown, Sr. anunció que iba a desafiar a Johnson en las primarias. Esto solidificó el apoyo de la facción Chandler, como Brown fue un abierto crítico de la administración Chandler. Pardos obtuvo el respaldo de la crítica Chandler, especialmente exgobernador de Ruby Laffoon, Tom Rea, Earle C. Clements y Alben Barkley. Obtuvo además el apoyo de los trabajadores de mina unidos y jefe de la mano de obra John L. Lewis. Fue en vano, como Johnson derrotó a Brown en el primario por más de 33.000 votos para asegurar la nominación demócrata a la gobernación. [8]
Los republicanos eligieron a King Swope, el perdedor en la elección gubernativa de 1935 , para oponerse a Johnson. En medio de la campaña, sin embargo, Johnson fue elevado al gobernador. [3] Senador de los Estados Unidos MM Logan murió en octubre de 1939, y Chandler gobernador renunció de manera que Johnson-tanto elevado al gobernador podría nombrarlo para el puesto vacante. [3] en las elecciones generales del 17 de noviembre, Johnson derrotó Swope 460.834 a 354.704, asegurando un período completo como gobernador. [3]
En su discurso inaugural, Johnson prometió ser "un ahorro, económico, gobernador frugal". [1] Sus políticas ayudaron a eliminar la deuda del estado de $ 7 millones y dejaron el tesoro con un superávit de $ 10 millones para el final de su mandato. [1] fue la primera vez que el estado había tenido un superávit desde la administración de JCW Beckham en 1903. [1] Johnson logra el excedente sin haber emitido ningún aumento de impuestos. [2] No todos en el partido de Johnson estaban contentos con su enfoque de la gobernante; un crítico señaló, "Viejo Keen frugaled aquí y allí hasta que frugaled maldita cerca de nosotros frugaled a la muerte." [10]
reportero de Louisville Courier-Journal Howard Henderson escribió varias historias que exponen la corrupción en la administración de Johnson, incluyendo un tema muy importante tratar con contratos de lavandería. Hubert Meredith, políticamente ambicioso fiscal general de Johnson, emitió libremente sus preocupaciones acerca de la administración, ganando reconocimiento por sí mismo de la publicidad generada. El historiador James C. Klotter opinó "es dudoso que la administración de Johnson tenía ningún escándalo político más que otros, pero la publicidad hacía parecer de esa manera." [10]
En la sesión legislativa 1940, Johnson presionó con éxito la Asamblea General la asignación de dinero a un sistema de retiro del profesor que había sido previamente autorizada, pero dejó sin fondos. A pesar de su carácter conservador fiscal, aumentó los fondos para programas de ayuda a las personas mayores de $ 1 millón por año. Otras realizaciones de la sesión incluyen la provisión de pensiones de los jueces de la Corte de Apelaciones de Kentucky, creación de distritos de conservación de suelos en el estado, y la prohibición de la venta de marihuana. [11]
El principal interés de Johnson yacía en la mejora de las instituciones mentales y penales del estado. [1] Estas mejoras se inició bajo el gobernador Chandler, y mientras Johnson afirmó que los hospitales psiquiátricos y cárceles estaban en su mejor condición en cuarenta años por el final de su mandato, que estaba decepcionado de que él no era capaz de hacer más. A la luz de las obligaciones financieras provocadas por la Segunda Guerra Mundial, tuvo que poner freno a la construcción del Estado. [1]
En el 1941 sesión legislativa, Johnson vetó una medida que permite la venta de bebidas alcohólicas a los estados circundantes, incluso los que tienen leyes que prohíben la venta de alcohol. [12] El proyecto de ley era muy popular, y fue apoyado por muchos de los poderosos intereses especiales del estado. [ 12] Se había pasado la Cámara de Representantes de Kentucky por una votación de 84-0 y el Senado de Kentucky por una votación de 31-3. [12] Después de veto de Johnson, la Casa se invirtió, votando 86-3 para sostener el veto. [12]
En el 1942 sesión legislativa, Johnson hizo hincapié en la importancia de permitir que las ciudades de Kentucky para la compra y distribución de alimentación de la Autoridad del Valle de Tennessee. [12] En un discurso ante la Asamblea, Johnson declaró: "Nunca he tenido una convicción más fuerte sobre una cuestión de política pública ... el principio implicado es tan correcta como los Diez Mandamientos. "[12] la Asamblea aprobó la legislación necesaria como Johnson pidió. [12]
Un logro importante de la administración de Johnson fue la aprobación de una ley de redistribución de distritos legislativos. [1] A pesar de que la Constitución de los Estados Unidos requiere la redistribución de distritos después de cada censo decenal, distritos legislativos de Kentucky se había mantenido prácticamente sin cambios entre 1893 y 1941. [1] Se preguntó 1942 sesión legislativa para levantar la sesión temprano para que pudiera llamar a una sesión especial con el único fin de considerar un proyecto de ley de redistribución de distritos. [12] los legisladores obligados, y aprobó una ley por el final de la sesión especial. [12]
Johnson tomó una parte activa en la primaria demócrata a la gobernación en 1943. Entre los candidatos eran Ben Kilgore, Rodes K. Myers, y J. Lyter Donaldson. Myers fue vicegobernador de Johnson, pero él se había convertido en la administración. Johnson lo llamó un aventurero de Carolina del Norte, "un aventurero político", y "un agricultor falsa". [13] También ridiculizados Kilgore, que tenía un fuerte apoyo del Louisville Courier-Journal, la Asociación Rural Electric, y la oficina de la granja , llamándolo un "Casanova". [13] [14] Donaldson, exjefe de campaña de Johnson, aseguró su apoyo y la nominación demócrata. Fue derrotado en las elecciones generales por el republicano Simeón Willis. [13]

## Vida tardía y Muerte

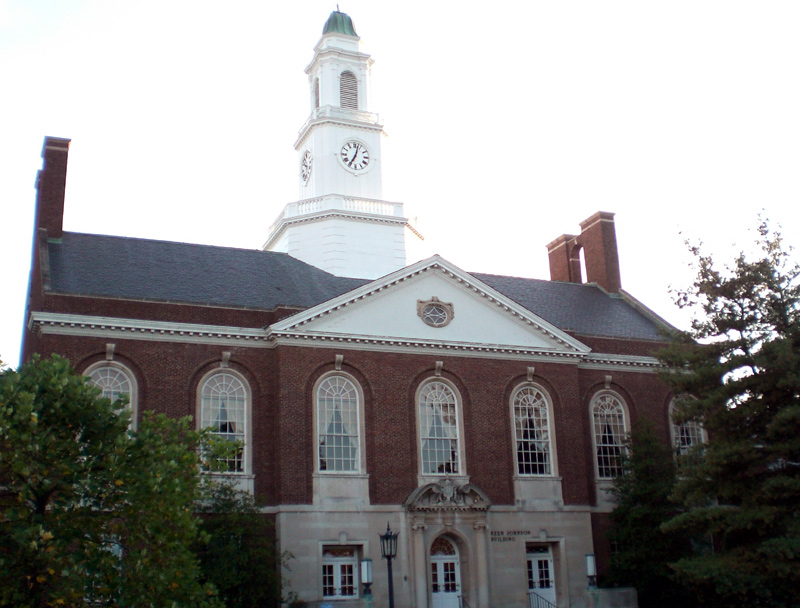
Keen Johnson Building

A partir de 1940, Johnson era un miembro del Comité Nacional Demócrata del Estado, siendo parte de él hasta 1948. El 6 de junio de 1942, fue nombrado rector de la Universidad del Este del Estado (ahora Universidad de Kentucky o EKU), una cargo que ocupó durante ocho años. EKU's Keen Johnson Building, fue un proyecto Works Progress Administration de 1939, el edificio fue nombrado en honor a él. El edificio y la torre del reloj es uno de los monumentos más reconocibles en el campus de la universidad. El 1 de enero de 1944, fue nombrado asistente especial del presidente de Reynolds Metals, aconsejándole sobre los problemas de desempleo de la posguerra. Se convirtió en vicepresidente de relaciones públicas de la compañía en 1945.
Johnson ha desarrollado una fuerte relación con los líderes del sindicato y en 1946, el presidente Harry S. Truman y el senador de Kentucky, Alben Barkley le pidieron que aceptara una designación para el cargo recientemente creado de Subsecretario de Trabajo. En agosto de 1946, Johnson tomó una licencia para ausentarse en Reynolds y aceptó el nombramiento. Con frecuencia asistió a las reuniones del gabinete del presidente Truman debido a la enfermedad del Secretario, Lewis B. Schwellenbach.
A mediados de 1947, Johnson volvió a Reynolds. En 1950, se convirtió en un miembro del consejo de administración de la empresa. En esta capacidad, organizó reuniones de ejecutivos de ventas y viajó extensivamente para promover los productos de aluminio de la empresa. Se retiró de Reynolds en enero de 1961.
En 1960, Johnson buscó un asiento en el Senado de Estados Unidos. Derrotó a John Y. Brown, Sr. en las primarias demócratas, pero no fue capaz de desbancar al republicano John Sherman Cooper en la elección general. En 1961 y 1964, fue nombrado integrado a junta estatal de educación. Se desempeñó como delegado a una asamblea para revisar la constitución del estado en 1964. En 1965, la Universidad de Kentucky lo honró con un Premio Centenario y le introdujo a su Salón de Alumnos Distinguidos. Murió el 7 de febrero de 1970 en Richmond, Kentucky, y está enterrado en el cementerio de Richmond.

## Otras lecturas
- Beasley, Mark (1985). Keen Johnson's unsuccessful race for the United States Senate in 1960. Eastern Kentucky University.
- Fraas, Elizabeth M. (1984). Keen Johnson: newspaperman and governor. University of Kentucky.
- Jillson, Willard Rouse (1940). Governor Keen Johnson: A Biographical Sketch. State Journal Company.